# Golden Nugget Las Vegas
Golden Nugget Las Vegas – luksusowy hotel i kasyno, położony przy Fremont Street Experience w centrum miasta Las Vegas, w stanie Nevada. Stanowi własność korporacji Landry's Restaurants. Golden Nugget jest największym obiektem wypoczynkowym na terenie śródmieścia, dysponując w sumie 2.345 apartamentami. 
Golden Nugget, przez 32 nieprzerwane lata, od 1977 do 2009 roku, wyróżniany był nagrodą Czterech Diamentów AAA. Tym samym, jest jednym z zaledwie dwóch obiektów w granicach administracyjnych miasta Las Vegas, który otrzymał tę ocenę (drugi to The Resort at Summerlin). 

## Historia

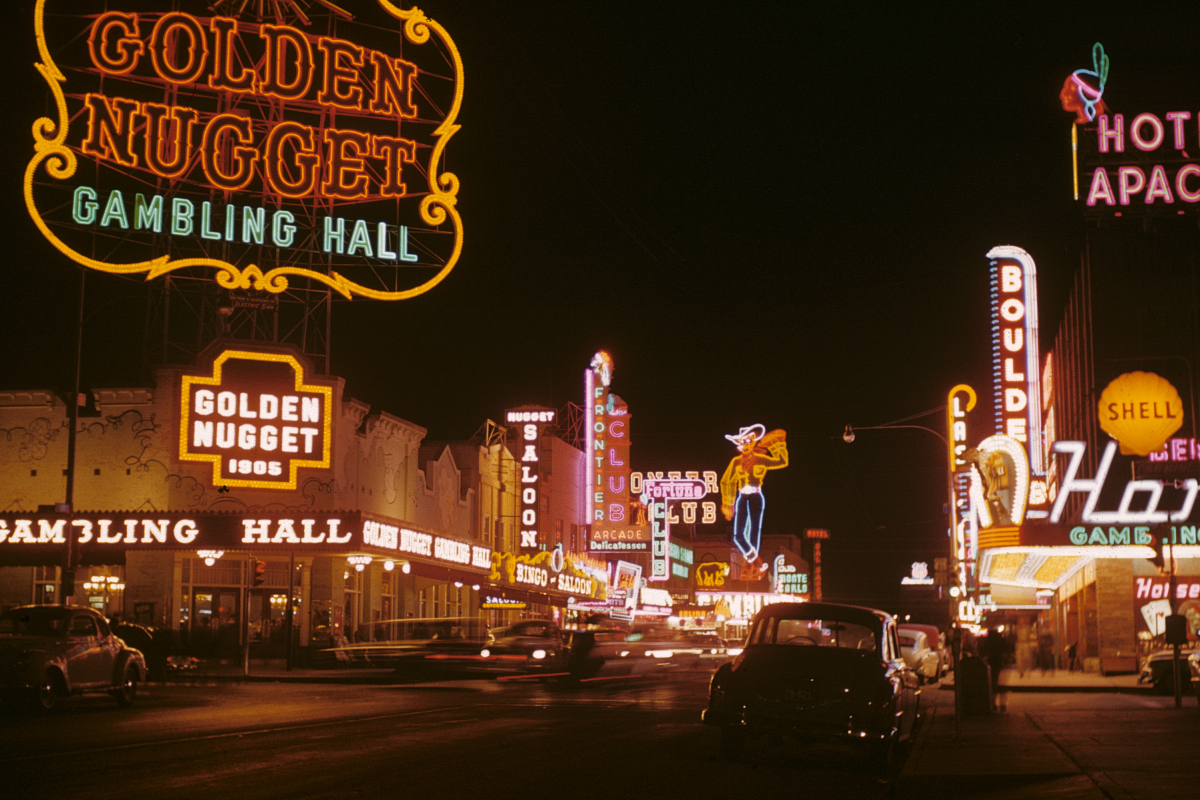
Golden Nugget w 1952 roku

Golden Nugget został wybudowany w 1946 roku, co czyni go jednym z najstarszych tego typu obiektów w Las Vegas. W 1973 roku największym udziałowcem w hotelu został inwestor Steve Wynn, stając się jednocześnie najmłodszym właścicielem kasyna na terenie miasta. W 1977 roku Wynn oddał do użytku pierwszą wieżę hotelową, a Golden Nugget otrzymał swoją pierwszą ocenę Czterech Diamentów od Mobil Travel Guide. Zapoczątkowało to erę świetności Wynna w branży rozrywkowo-wypoczynkowej. Druga wieża hotelowa została otwarta w 1984 roku, zaś trzecia w 1989 roku. 31 maja 2000 roku Golden Nugget, wraz z innymi obiektami Steve'a Wynna, został sprzedany Kirkowi Kerkorianowi; był on ówcześnie największym akcjonariuszem korporacji MGM Resorts International.
Mimo że Golden Nugget przynosił duże zyski, nie był uwzględniany w planie masowej ekspansji MGM Resorts International, który skupiał się na konsolidacji jak największej części Las Vegas Strip, "wchłaniając" Mandalay Resort Group oraz budując City Center. W 2004 roku Golden Nugget został sprzedany za 215 milionów dolarów Poster Financial Group. Kiedy korporacja przejęła pełną kontrolę nad obiektem, poddała renowacji kasyno, instalując nowe maszyny do gier, a także zwiększając wartość maksymalnych zakładów w grach stołowych do 15 tysięcy dolarów. Działania Poster Financial Group w tym zakresie były filmowane, a następnie emitowane w formie programu reality show na antenie telewizji Fox pod tytułem The Casino.
W lutym 2005 roku korporacja Landry's Restaurants ogłosiła zainteresowanie nabyciem Golden Nugget oraz Golden Nugget Laughlin. Transakcja została sfinalizowana 27 września 2005 roku.
Landry's Restaurants zaczęła następnie realizować 14-miesięczny, wart 100 milionów dolarów projekt renowacji Golden Nugget, który został ukończony w listopadzie 2006 roku. W grudniu 2007 roku sfinalizowano kolejny projekt – Phase II, który pochłonął 70 milionów dolarów, i który rozszerzył powierzchnię obiektu na zachód, do First Street oraz gwarantował dodatkową rozrywkę w postaci nowych restauracji oraz atrakcji dla gości. 20 listopada 2009 roku, w ramach Phase III, do użytku oddano 500-apartamentową, wartą 150 milionów dolarów wieżę hotelową, a także restaurację Chart House.

## Golden Nugget w mediach
Filmy
- Diamenty są wieczne (1971)[5]
- As w rękawie (2006)
- Next (2007)
- The Grand (2008)[6]

Telewizja
- The Casino (2004)

Gry
- Street Fighter II
- Fallout: New Vegas

## Atrakcje

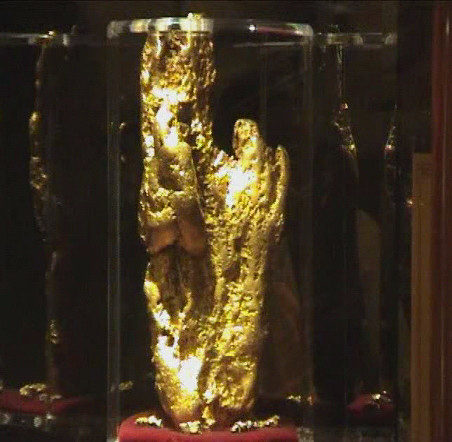
Hand of Faith

W lobby Golden Nugget znajduje się największy na świecie wystawiony na pokaz złoty samorodek – Hand of Faith. Ważący 875 uncji (27.21 kilogramów) i mierzący 46 centymetrów, Hand of Faith został znaleziony w australijskim Złotym Trójkącie, i wystawiony na pokaz w Golden Nugget w 1981 roku, wraz z innymi złotymi samorodkami.
W Golden Nugget znajdują się dwa akwaria – większe z nich, zamieszkiwane przez rekiny, umiejscowione jest tuż obok basenu; przez akwarium przechodzi zjeżdżalnia z przezroczystymi ściankami. Mniejsze akwarium znajduje się w lobby wieży Rush Tower.